# James Wattana
James Wattana, född 17 januari 1970 som Wattana Pu-Ob-Orm, är en thailändsk professionell snookerspelare. Han var den förste asiaten som blev världsstjärna inom sporten, som dittills hade dominerats av britter, och delvis australiensare och  kanadensare. Wattana blev professionell 1989 och fick sitt stora genombrott 1992, då han vann rankingtävlingen Strachan Open.
Wattana nådde ännu större framgångar i mitten på 1990-talet, då han bland annat vann hemmaturneringen Thailand Open två gånger, 1994 och 1995, och steg ända till nummer 3 på världsrankingen. Wattana bidrog kraftigt till att göra sporten mer populär i Asien och banade vägen för kommande världsstjärnor som Ding Junhui och Marco Fu.
Wattana är en mycket skicklig break-builder, och är en av få spelare i världen som har gjort fler än två maximumbreak i tävlingssammanhang. Wattana har gjort tre 147-serier (år 1991, 1992 och 1997). Han har även gjort 140 centuries. Under slutet på 1990-talet började det dock gå sämre för Wattana, och han föll också ut från snookerns proffstour, men tog sig tillbaka till säsongen 2009/2010 genom att vinna de asiatiska mästerskapen. Han är en av de mest populära idrottsmännen i sitt land, och har blivit förärad Order of the Crown of Thailand av kungen.

## Titlar

### Rankingtitlar
- Strachan Open - 1992
- Thailand Open - 1994 och 1995

### Övriga titlar
- World Matchplay - 1992